# Domino Recording Company
Domino Recording Company (известная также как Domino Records) — независимая звукозаписывающая компания, образованная в 1993 году Лоуренсом Беллом и Жакки Райс и базирующаяся в Бруклине, Нью-Йорк, США. Первым релизом компании стал сингл Sebadoh (по лицензии Sub Pop Records). Во многом он предопределил основное направление работы компании: лицензирование андеграундных американских релизов для британского рынка. Таким образом, несмотря на отсутствие массового коммерческого успеха, лейбл накопил обширный, высококачественный каталог, который и обеспечил ему стабильный успех.

## Domino Records UK
- Lou Barlow
- Bonde do Role
- The Blueskins
- Clearlake
- Clinic
- The Fall
- Farrah
- Flying Saucer Attack
- Four Tet
- Franz Ferdinand
- Get Dexter
- Hood
- Jason Loewenstein
- The Kills
- The Last Shadow Puppets
- Lightspeed Champion
- The Magnetic Fields
- Stephen Malkmus
- Max Tundra
- Juana Molina
- Movietone
- Will Oldham (он же: Palace, Palace Brothers, Palace Music, Palace Songs, Bonny Billy, Bonnie 'Prince' Billy)
- Jim O'Rourke
- Orange Juice
- David Pajo (Aerial M, Papa M, Pajo)
- The Pastels
- Pavement
- Psapp
- Pram
- Quasi
- Royal Trux
- Sebadoh
- Silver Jews
- Elliott Smith
- Smog
- Sons and Daughters
- Television Personalities
- These New Puritans
- The Third Eye Foundation
- Tricky
- U.N.P.O.C.
- Wild Beasts
- Yo Majesty
- James Yorkston and The Athletes[2]
- Arctic Monkeys
- Jon Hopkins

## Domino Records USA
- Adem
- Alex G
- Animal Collective
- Benjy Ferree
- Caribou
- Clearlake
- Clinic
- Dirty Projectors
- Farrah
- Four Tet
- Franz Ferdinand
- Future Pilot AKA
- Juana Molina
- Junior Boys
- The Notwist
- Orange Juice
- Melody's Echo Chamber
- The Pastels
- Real Estate
- Sons and Daughters
- To Rococo Rot
- Ulrich Schnauss
- Yo Majesty
- James Yorkston and the Athletes[3]